# Cucina estone
Ecco qua alcune caratteristiche della cucina estone
La cucina estone è conosciuta per essere una cucina umile, basata su pochi prodotti fondamentali come il pane, generalmente scuro (leib) e il maiale, di cui si consuma anche il sangue, alla base ancora oggi del verivorst  (IN italiano: sanguinaccio), la salsiccia cotta nella pancetta affumicata.

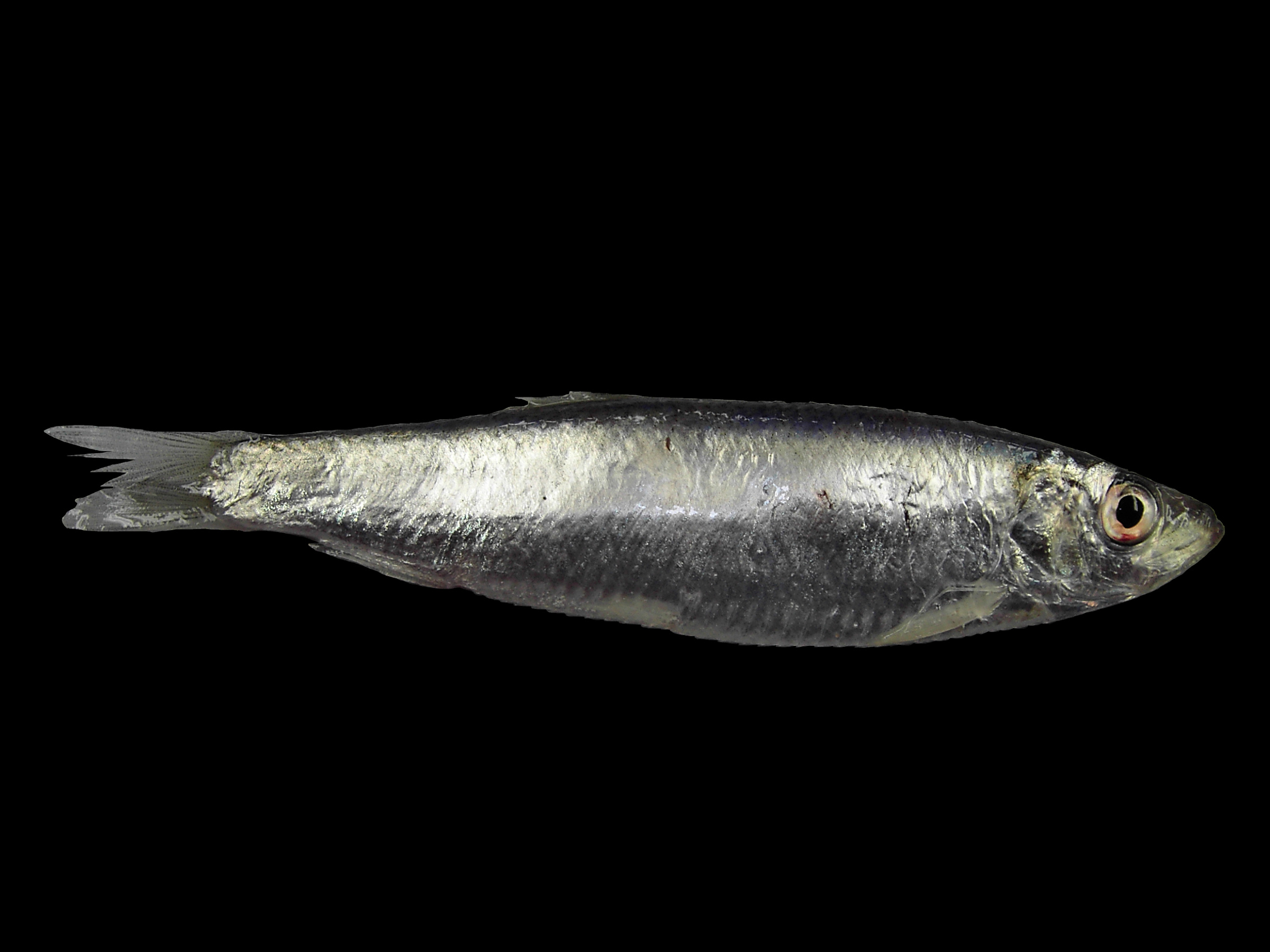
Uno Spratto

Bollendo ossa e parti di scarto del maiale si prepara il sült, la gelatina che si condisce con salsa di rafano.

## Zuppe
Le zuppe tradizionalmente formano il pasto principale. Spesso sono fatte di carne o brodo di pollo mescolato con una varietà di verdure. Le zuppe sono anche mescolate con panna acida, latte e yogurt.  Una forma unica di zuppa estone è la leivasupp ("zuppa di pane"), un tipo di zuppa dolce a base di pane nero e mele, normalmente servito con panna acida o panna montata, spesso condito con cannella e zucchero.

## Secondi piatti
Diffuso anche il pesce affumicato (suitsukala), soprattutto la trota (forell). A Tallinn sono tipici gli Spratti, specie di sardine del Mar Baltico che si servono affumicate.
Pirukas sono invece dei piccoli pasticci di carne, carote o cavolo cappuccio, fritti o al forno. Tra i dolci si segnala il leiva supp, preparato con il pane raffermo, il kissell, a base di frutti di bosco e il kringel, focaccia con uva passa, tipica delle feste natalizie.

## Alcolici
Tra i liquori più popolari vi è il Vana Tallinn, amaro a base di erbe. Molto apprezzata dagli estoni è anche la birra, in particolare la A. Le Coq, il cui birrificio produce anche la Viru, nonché la Saku di proprietà del gruppo Carlsberg.

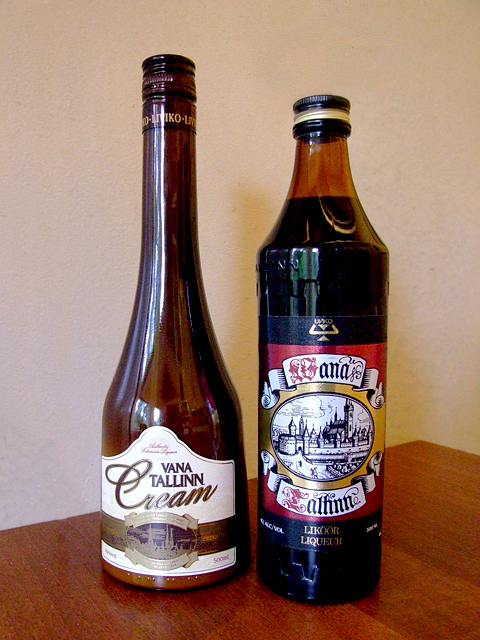
Vana Tallinn